# Pegomya phyllostachys
Pegomya phyllostachys este o specie de muște din genul Pegomya, familia Anthomyiidae. A fost descrisă pentru prima dată de Fan în anul 1964. Conform Catalogue of Life specia Pegomya phyllostachys nu are subspecii cunoscute.